# Burgstall Häferloch
Der Burgstall Häferloch ist der Rest einer abgegangenen, vermutlich hochmittelalterlichen Burg, die sich einst auf einer Terrasse an einem steilen Berghang erhob. Der Burgstall liegt nordöstlich des Pfarrdorfes Burggriesbach in der Gemeinde Freystadt im Landkreis Neumarkt in der Oberpfalz in Bayern, Deutschland. Von der Burg, über die bis heute nicht sehr viel bekannt ist, und die wahrscheinlich die Stammburg des Weidenwanger Ortsadels war, ist nur noch ein eindrucksvoller Burghügel erhalten. Das vom Bayerischen Landesamt für Denkmalpflege als Mittelalterlicher Burgstall erfasste Bodendenkmal trägt die Denkmalnummer D-3-6834-0083.

## Geographische Lage
Die Stelle der ehemaligen Burg befindet sich im Zentrum der Fränkischen Alb auf einer Terrasse eines sehr steil nach Norden abfallenden Hangs des Kesselberges. Dieser Hang fällt ab nach Weidenwang in die Niederung, in der heute der Main-Donau-Kanal und der Roßbach verlaufen. Der Burgstall liegt etwa 2440 Meter nordöstlich der katholischen Pfarrkirche Sankt Gangolf in Burggriesbach und 1170 Meter südsüdwestlich der katholischen Pfarrkirche Sankt Willibald von Weidenwang.
In der Nähe befinden sich noch weitere ehemalige mittelalterliche Burgen, nur wenige Kilometer südöstlich der Burgstall Hohenbrunnen, in nordwestlicher Richtung ein Burgstall auf dem Röschberg,
und im nahen Erasbach ein Adelssitz.
Ein weiterer Burgstall befindet sich im nahen Burggriesbach,
und in südwestlicher Richtung liegt der Turmhügel Gutser Schloss nördlich von Viehhausen.
Im Norden liegen die Sulzbürg mit der Burgruine Obersulzbürg und dem Burgstall Niedersulzbürg und ein Ringwall unter anderem aus dem Mittelalter auf dem 573,1 Meter hohen Schlüpfelberg.

## Geschichte der Burg
Von einer frühen urkundlichen Erwähnung der kleinen Burg Häferloch ist nichts bekannt, so dass weder der Bauherr noch die Erbauungszeit der Burg zu erfahren sind.
Die Bezeichnung Häferloch stammt vom gleichnamigen Flurnamen und bezieht sich wohl auf die tief eingeschnittenen Hohlwege, die sich dort am Berghang befinden.
Nach Rädle könnte es sich um die Burg des Ortsadels von Weidenwang gehandelt haben, der seit dem 12. Jahrhundert bezeugt ist. Die Herren von Weidenwang waren Reichsministeriale, deren Aufgabe, ebenso wie die der Reichsministerialen von den nahen Burggriesbach, Sollngriesbach und Erasbach es war, den Reichsforst für den Kaiser und das Reich der Staufer zu verwalten und ihn nach Rodung zu besiedeln. Dieser Forst ist noch von den ehemaligen Sitzen dieser Reichsministerialen umgeben.
Außerdem wird die Burg zur Überwachung eines Altstraßenabschnittes eingesetzt worden sein, der zu der Hochstraße auf der Hochebene führte. Unmittelbar vor dem Burgbereich ziehen sich mehrere Hohlwege den Berghang hinauf.
Im Jahr 1142 wurde mit Gerhard von Widenwangk erstmals ein Angehöriger der Reichsministerialenfamilie bezeugt. Später, im Jahr 1223 wurden ein Konrad und sein Bruder Ulrich von Weidenwang erwähnt.
Mit dem Ende des Stauferreiches kam der gesamte Besitz der Staufer und damit auch Burg Weidenwang in die Hände von Bayernherzog Ludwig dem Strengen, die Burgherren wurden zu bayerischen Ministerialen.
1318 wurden ein weiterer Konrad und seine Frau Elisabeth Loter von Weidenwang erwähnt, sie verkauften ihre Hälfte der Burg im selben Jahr an Hilpolt von Stein (Burg Hilpoltstein); ihrem Vetter gehörte die zweite Hälfte. Ein Jahr später klagte aber die „Weidenwangerin zu Berching und ihre Tochter zu Beilngries“ gegen Hilpolt.
Diese Hälfte der Burg war 1327 im Besitz von Hermann von Thann (Burg Thann), der sie noch im gleichen Jahr an das Kloster Seligenporten weiterveräußerte.
Rädle vermutet wegen des häufigen Besitzerwechsels innerhalb weniger Jahre, dass die Burg damals wohl nur noch als Ruine bestand. Noch im selben Jahr gab König Ludwig der Bayer dem Kloster die Erlaubnis, die Burg abzubrechen und einen Klosterhof in Weidenwang zu errichten.
Heute ist die Stelle der ehemaligen Burg dicht mit Wald bewachsen, erhalten hat sich von ihr nur noch der mächtige Burghügel mit einem ihm umgebenden Ringgraben.
Der frei zugängliche Burgstall ist durch einen unmittelbar am Burggelände vorbeiführenden Wanderweg von Weidenwang aus erreichbar.

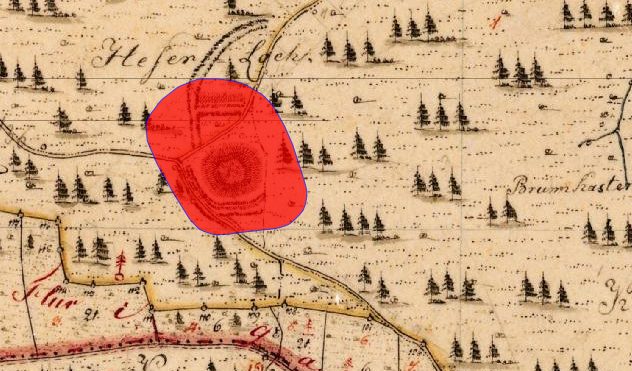
Lageplan des Burgstalls Häferloch auf dem Urkataster von Bayern

## Beschreibung
Die Stelle der abgegangenen Höhenburg liegt auf einer Hangterrasse, die aus dem oberen Drittel eines Nordhanges des Kesselberges in ein breites Tal abfällt. Sehr steiles Gelände schützte die Ostseite des Burgstalls von Natur aus gut, so dass man dort auf die Anlage eines Grabens verzichtet hat. Nördlich des Burgstalls ist das Gelände eben, aber von mehreren Hohlwegen durchzogen (Bild 1), die unmittelbar am Burgstall vorbei bergaufwärts führen. Erst nach einigen Metern fällt die Terrasse auch dort steil zum Tal ab. Die beiden übrigen Seiten werden vom ansteigenden Hang des Berges überhöht und mussten durch einen tiefen Graben geschützt werden.

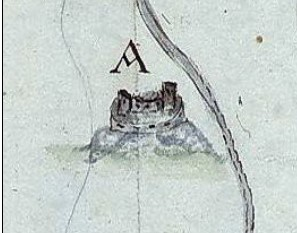
Historische Darstellung des Burgstalls Häferloch

Die Fläche dieser kleinen, einteiligen Hangburg ist oval und besteht aus einem zehn Meter hohen kegelstumpfförmigen Burghügel (Titelbild) mit den Maßen von etwa 33 × 29 Metern. Dieser Hügel wird auf drei Seiten von einem U-förmigen Ringgraben umzogen, der im Norden nur noch sehr seicht (Bild 2), an der Süd- und Westseite aber noch etwa 10 Meter tief erhalten ist (Bild 3 und 5). Dieser Graben wurde aus dem anstehenden Sandstein herausgehauen, im Südteil sind noch Bearbeitungsspuren zu sehen (Bild 4). Beide Enden des Ringgrabens verlaufen bis zum östlichen Steilhang und bilden dort zwei große Abraumhügel (Bild 6), ein Zeichen der künstlichen Herkunft des Grabens. Im Süden, wo der Burghügel unmittelbar vom Kesselberg überhöht wird, ist noch ein zweiter Graben zu sehen, der dem Ringgraben vorgelagert war und einen Wall zwischen beiden Gräben stehen ließ (Bild 7). Dieser gerade, von Ost nach West verlaufende Graben endet aber nach wenigen Metern, wo er in einen Hohlweg (Bild 8) einmündet. Da dieser Weg sich anschließend um den Ringgraben nach Norden zog, könnte er einen zweiten, äußeren Ringgraben gebildet haben, durch den der Weg bergaufwärts verlief.
Reste von einstiger Bebauung sind auf dem Burghügel obertägig nicht mehr vorhanden. Das Plateau des Hügels (Bild 9) ist durch einen Holzabfuhrweg gestört und bildet im Süden und Osten eine um wenige Meter tiefer liegende Terrasse, die dicht mit Fichten bewachsen ist (Bild 10).

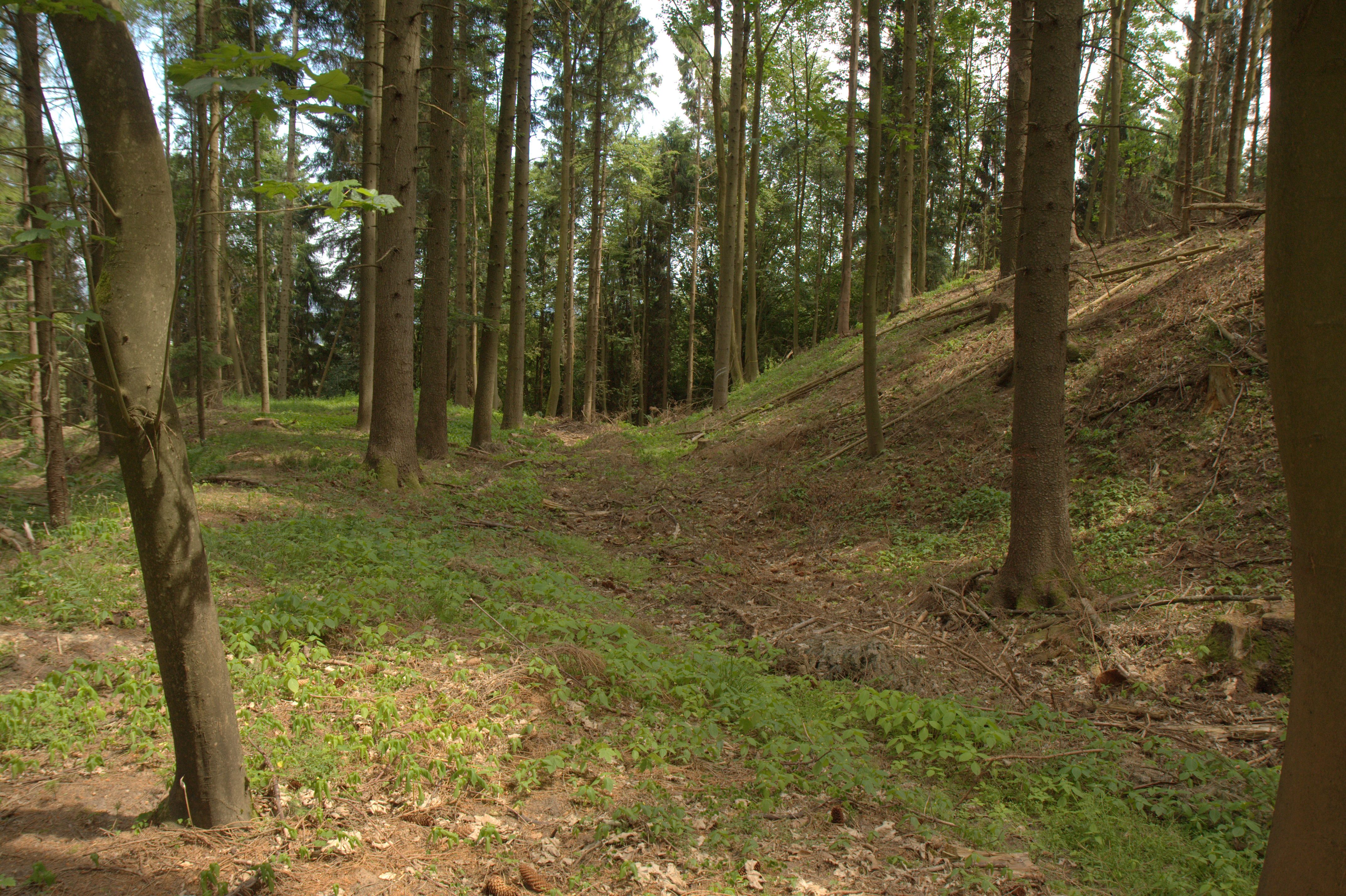
Bild 2: Blick auf den stark verflachten nördlichen Teil des Ringgrabens
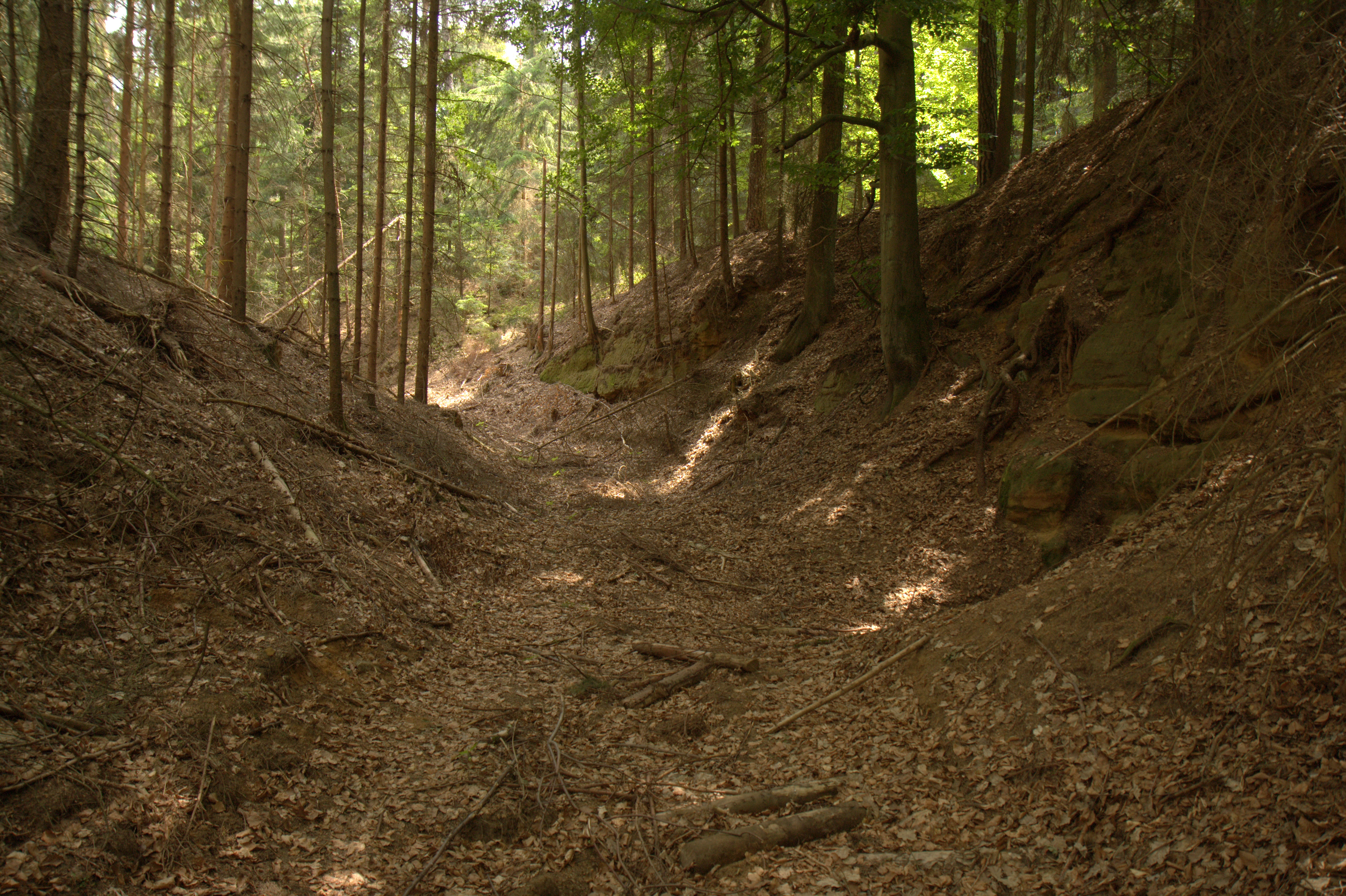
Bild 3: Blick in den tiefen südwestlichen Teil des Ringgrabens, links Hang des aus dem Gelände geschnittenen Burghügels
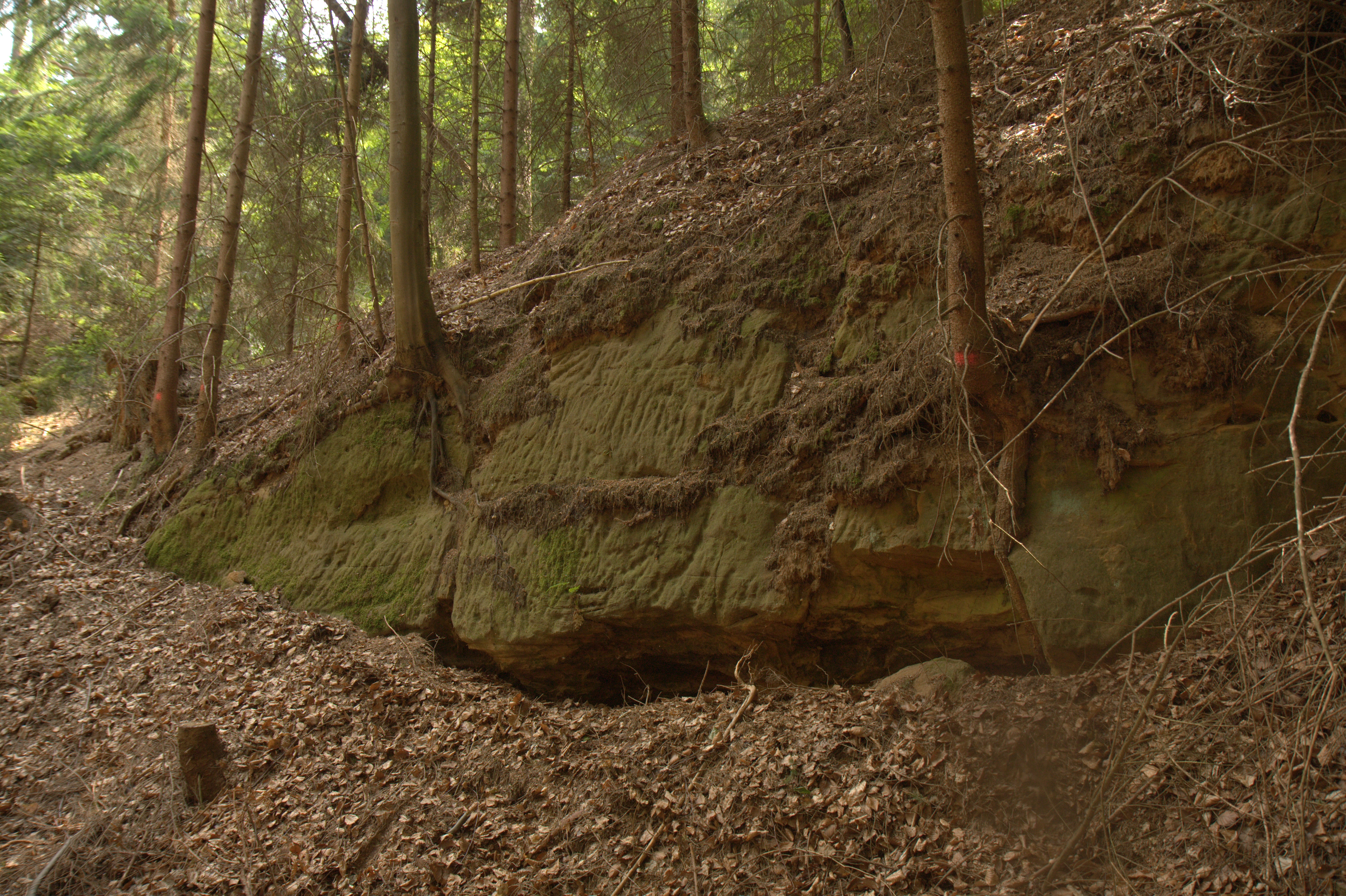
Bild 4: Felsen mit Bearbeitungsspuren im südwestlichen Grabenbereich
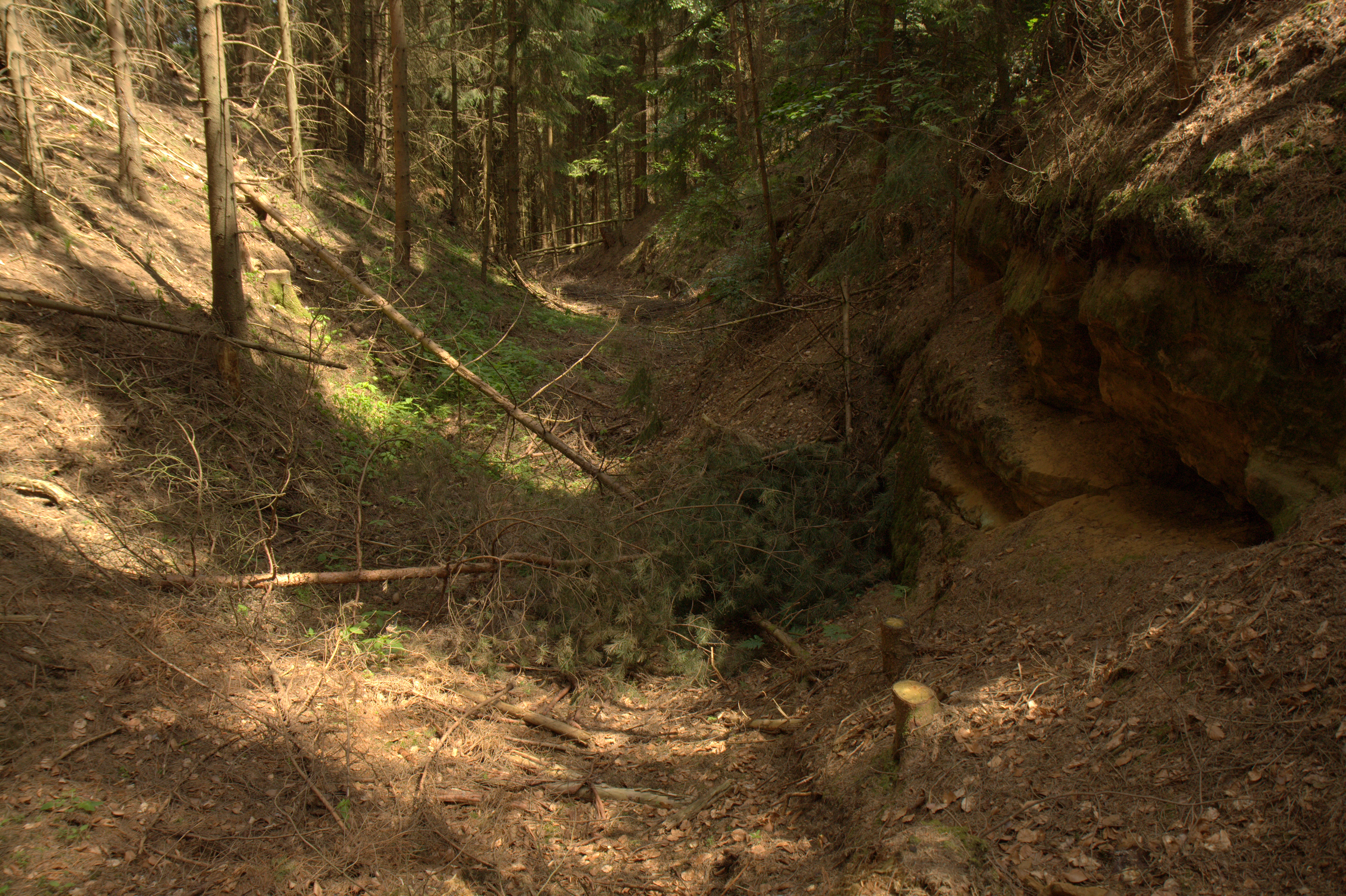
Bild 5: Ansicht des südöstlichen Teiles des Ringgrabens, links der Burgbereich
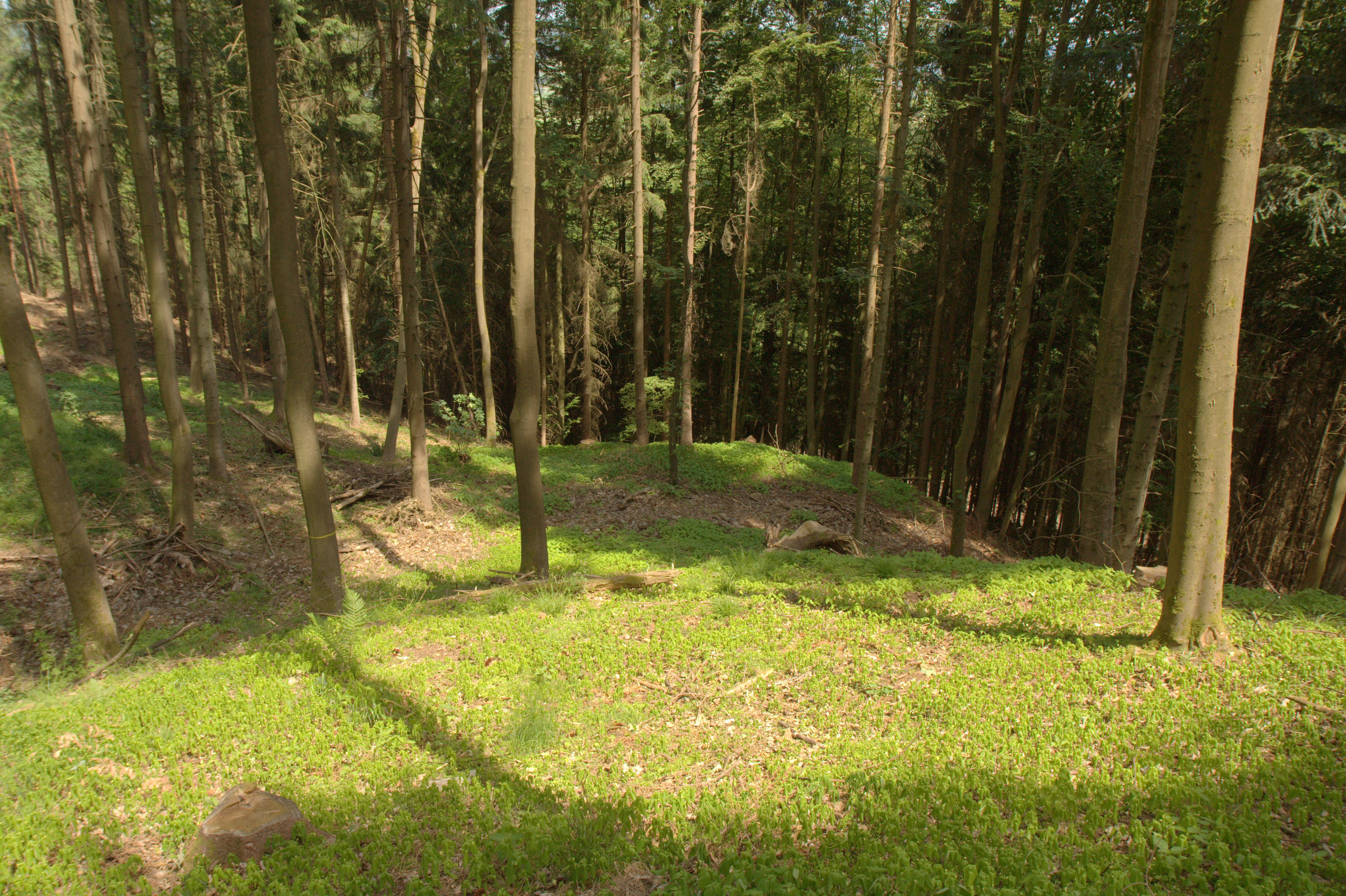
Bild 6: Der nördliche Abraumhügel am Steilhang im Osten
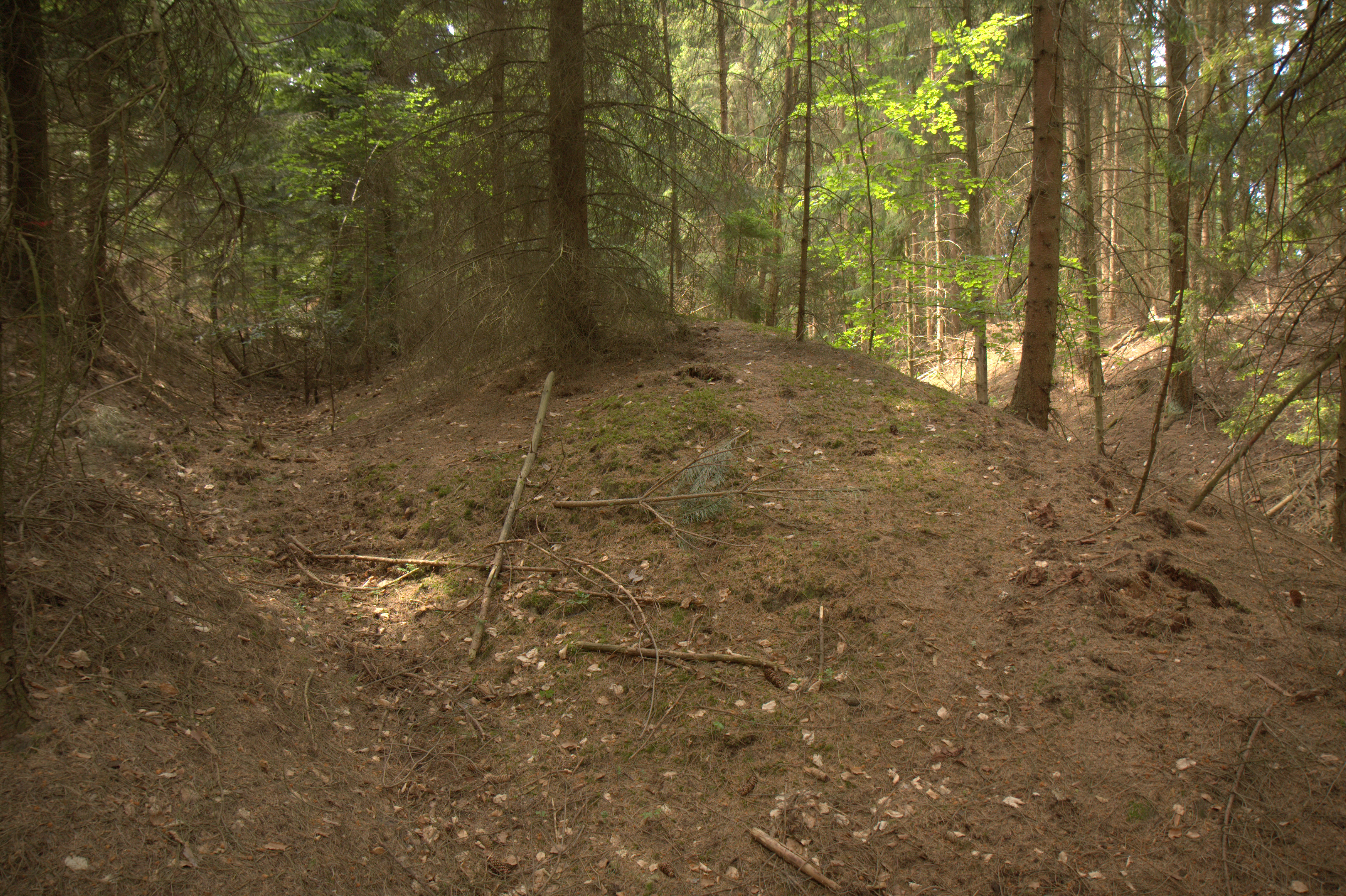
Bild 7: Rechts der innere Ringgraben, daneben der äußere Grabenrest
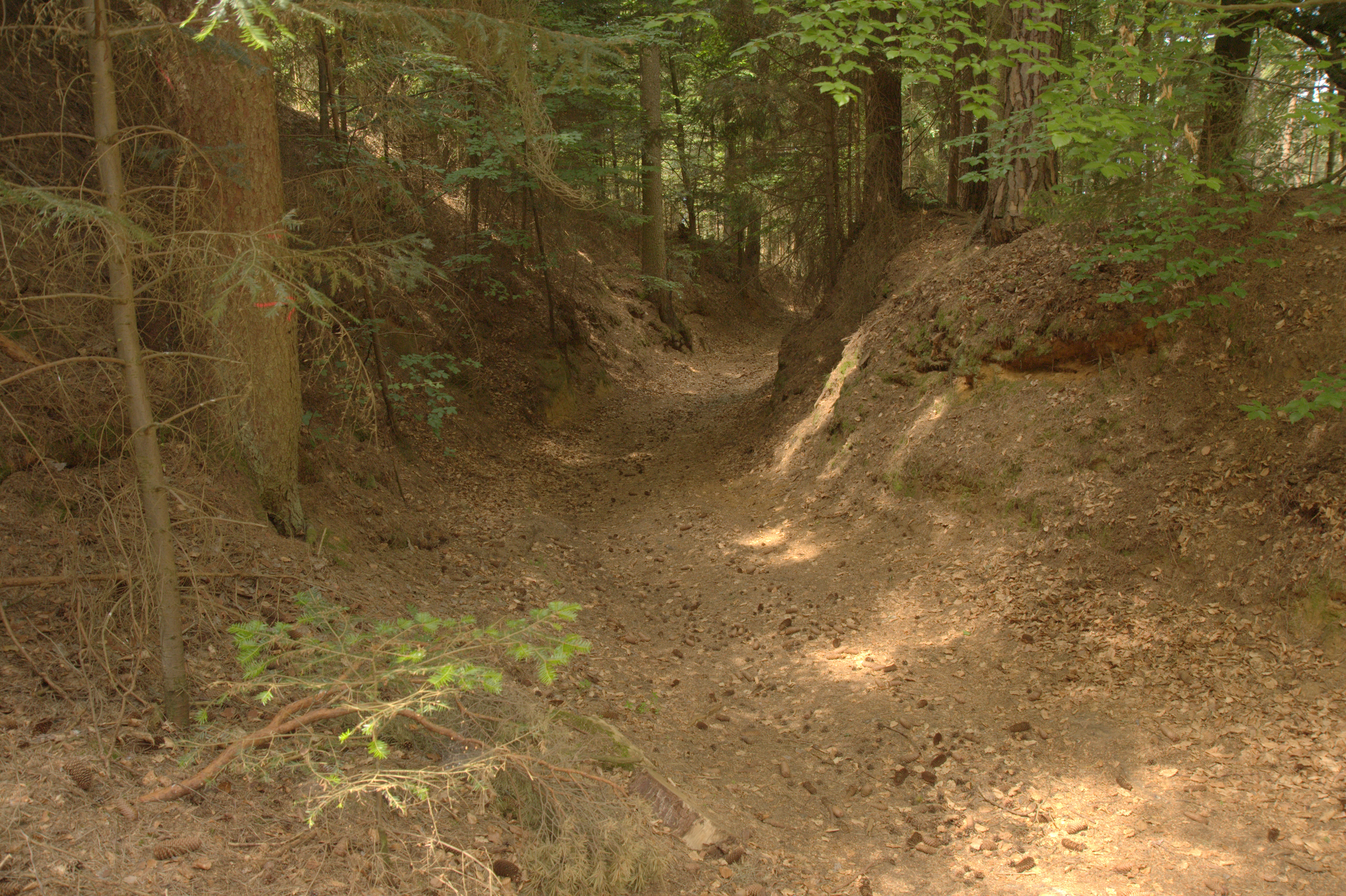
Bild 8: Blick in den Hohlweg, in den der äußere Ringgraben einmündet
Bild 9: Die Oberfläche des Burghügels von Nordwesten
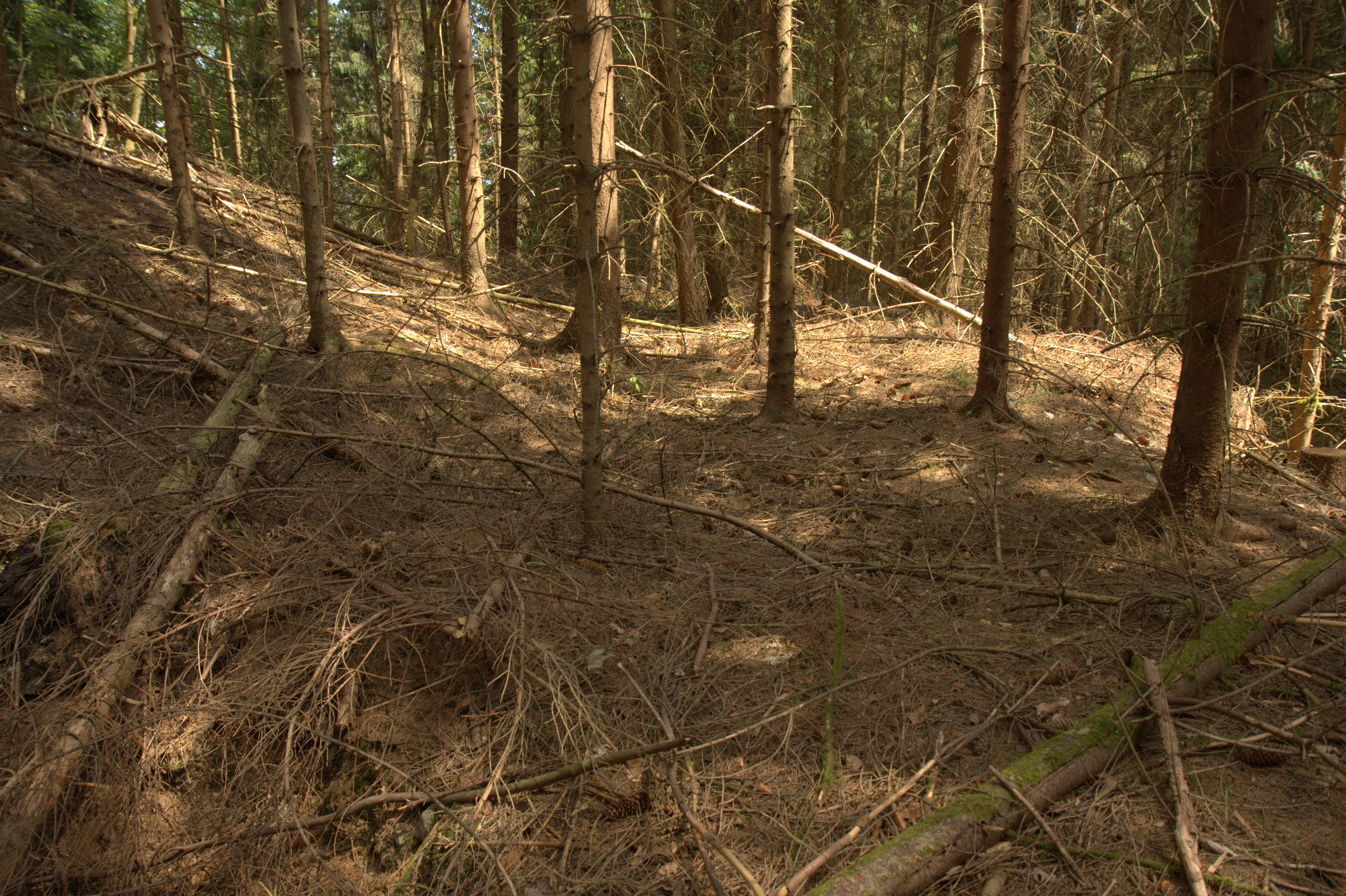
Bild 10: Terrasse im Süden des Hügels